# Twiggy
Twiggy, született Lesley Hornby, 1988 óta férjezett nevén Lesley Lawson (London, 1949. szeptember 19. –) kétszeres Golden Globe-díjas angol manöken, színésznő, énekesnő.

## Élete
Édesanyja egy áruházban dolgozott pénztárosként, apja ács volt. Két nővére, Shirley és Vivien pár évvel voltak nála idősebbek. A család meglehetősen szűkös anyagi körülmények között élt, így ott spóroltak, ahol csak tudtak. Anyjuk megtanította a lányokat varrni, akik ezután maguknak készítették a ruháikat. A nővére fodrászszalonjában kezdett dolgozni, de volt bolti eladó, és nyomdai munkásnő is.
1966-ban fedezték fel és ekkor kezdte használni gyermekkori becenevét, a Twiggyt. 1966-ban az év arca lett. Frizuráját az ismert fodrász, Vidal Sassoon a saját két kezével alkotta; ezrek másolták. Tussal feltűnőre festett alsó szempilláit ezrek utánozták. Ezt a kinézetet hívják Twiggy smink-nek. 1967-ben Twiggy Dresses nevű saját kollekciójával jelentkezett.
1967-ben New Yorkba költözött, ahol egyből kitört a Twiggy-láz. Az iránta való lelkesedés időtállónak bizonyult. A csont és bőr – mindössze negyven kilós – modell megjelenése  átalakította az egész divatvilágot.
Átütő sikere ellenére viszonylag rövid ideig szerepelt modellként. Film- és színpadi szerepeket vállalt, sikerrel. A The Boy Friend című (1971) musicalért két Golden Globe-díjat nyert el, a Twiggy (1974) című lemeze ezüstlemez lett.
1977-ben férjhez ment Michael Witney színészhez, akitől 1978-ban egy leánygyermeke született, Carly. Első férje 1983-ban szívroham következtében elhunyt. Twiggy 1988-ban Leigh Lawson színészhez ment feleségül.

## Filmjei
- Twiggy, a sztár (1971)
- W (1974)
- The Butterfly Ball and the Grasshopper's Feast (1976)
- There Goes The Bride (1979)
- Blues Brothers (1980)
- Pygmalion (1981)
- A doktor és az ördögök (1985)
- Nicsak, ki nyaral! (1986)
- The Little Match Girl (1986)
- Madame Sousatzka (1988)
- A nagy gyémánthajsza (1988)
- Sun Child (1988)
- Young Charlie Chaplin (1989)
- Istanbul (Keep Your Eyes Open) (1990)
- Hullazsákok (1993)
- Hazudik a napsugár (1997)

## Hangfelvételei
- The Boy Friend  (1971)
- Twiggy And The Girlfriends (1972)
- Cole Porter In Paris (1973)
- Twiggy (1976)
- „In My Life” (song); The Muppet Show (1976).
- Please Get My Name Right (1977)
- Captain Beaky And His Band (1977)
- Pieces Of April (1978)
- My One And Only (1983)
- The Doctor And The Devils (1985)
- Technocolor Featuring Twiggy - Unchained Melody (1989)
- The Boy Friend & Highlights From Goodbye, Mr. Chips (1990)
- Twiggy And The Silver Screen Syncopaters (1995)
- London Pride - Songs From The London Stage (1996)
- Beautiful Dreams (1997)
- Dead Man On Campus (1998)
- The Best Of Twiggy (1998)
- If Love Were All  (1999)
- Peter Pan  (2000)
- Midnight Blue (2003)
- Twiggy (2004)
- Twiggy & Linda Thorson - A Snapshot Of Swinging London (2005)
- Gotta Sing Gotta Dance (2009)
- Romantically Yours (2011)